# قاي نيولاند
قاي نيولاند (بالإنجليزية: Guy Newland)‏ هو أكاديمي أمريكي، ولد في 1955.